# Riggend

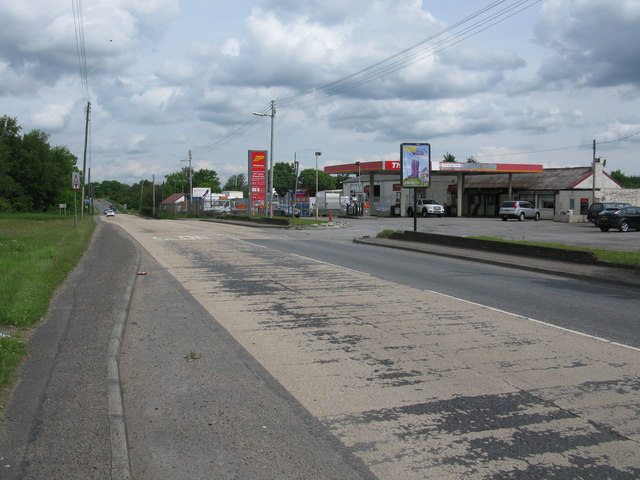
Die Hauptstraße von Riggend

Riggend ist eine kleine Ortschaft, die östlich von Glasgow in der Region North Lanarkshire in Schottland liegt.

## Geographie
Riggend liegt in den Central Lowlands in einer flachwelligen, dünn besiedelten und landwirtschaftlich genutzten Gegend. Der Ort hatte früher eine gewisse Bedeutung im Bergbau. Dörfer in der Nähe sind Wattston, etwa einen Kilometer entfernt im Osten sowie Stand im Süden.

## Historisches
Im Rahmen der historischen Gliederung Schottlands in Civil Parishes zählt Riggend zu New Monkland, das zu Lanarkshire gehörte.

## Verkehr
Die Hauptstraße des Ortes bildet die A73, die von Abington kommt und in Cumbernauld endet.